# Tilltal
Tilltal, "att tala till någon", begrepp för det sätt man använder för att väcka en annan persons uppmärksamhet. Vanligt förekommande tilltal är (var) exempelvis titlar som används tillsammans med namn, till exempel herr, general eller doktor samt användandet av plural istället för singular, till exempel ni istället för du.

## Användning i Sverige
I dagens Sverige används sällan titlar vid tilltal utom i mycket officiella sammanhang eller i vissa situationer (som i det militära). I andra länder varierar bruket, men ofta är titlar vid direkt tilltal vanligare i andra länder, åtminstone sedan du-reformen i skiftet 1960- och 1970-tal. Fram till början av 1970-talet var telefonkatalogen sorterad efter i första hand efternamn, titel i andra hand och förnamn i tredje hand.

## Användning i Asien
Asiatiska språk har, generellt, mycket välutvecklade system för att uttrycka artighet genom tilltal. Japanska, koreanska, javanesiska, tibetanska och thai är bland dem som vanligen brukas ta upp som exempel på språk rika på tilltalsuttryck.
Det språk som har undersökts mest gällande tilltalsuttryck är japanska, där paralleller till sociala strukturer, och även förändringar i dessa, kan dras i användandet av denna typ av artighetsuttryck. Det är viktigt att förstå att tilltalsuttryck är en integrerad del av vardagen och inte bara ”språkliga dekorationer” som kan utelämnas om man skulle vilja det.
Det finns främst två sociala faktorer som bestämmer användandet av tilltalsuttryck i japanska. Dessa är social status (korrelerad med kön) och grupptillhörighet, där en skillnad görs mellan uchi, ”familjen”  och soto, ”alla andra”. Även andra grupper än familjen kan betraktas som ens uchi, exempelvis kan en lärare och dennes klass eller anställda på samma företag se sig själva tillhörande en intimare krets.
Främst tre olika typer av tilltalsuttryck brukar urskiljas i japanska: teinei-go (ung. ”artiga uttryck”), sonkei-go (ung. ”hedrande uttryck”) och kenjoo-go (ung. ”ödmjuka uttryck”). Generellt kan man om dessa säga att man använder (a) ödmjuka uttryck för att referera till sig själv och sin in-grupp, och hedrande uttryck för att referera till alla andra, eller (b) att man använder hedrande uttryck för de som har högre rang eller social status än en själv (exempelvis använda hedrande uttryck i den egna in-gruppen för de som är äldre, eller högre upp i hierarkin i en organisation).
Könstillhörighet är också något som spelar in i användandet av tilltalsuttryck. Kvinnor förväntas generellt använda mer hedrande uttryck (dock minskar skillnaderna mellan kvinnors och mäns tal ju högre upp i den sociala hierarkin man kommer, och överlag ökar då också mängden artiga uttryck). Att använda tilltalsuttryck korrekt anses vara ett tecken på bra uppfostran och utbildning.
Eftersom tilltalsuttryck förmedlar, bland annat, sociala kategorier som exempelvis kön, yrke, välstånd och bakgrund som skillnader talare och adressat emellan, leder detta till att talare av tilltalsuttrycksrika språk blir mer uppmärksamma på dessa skillnader. Detta eftersom talaren vet att han eller hon snabbt måste avgöra vilka tilltalsuttryck som ska användas. Dock kan en förändring i bruket av tilltalsuttryck skönjas i japanska: den yngre generationen har blivit mycket mer egalitär i användandet av tilltalsuttryck bland annat gentemot äldre eller inom familjen. Även mellan äkta makar har användandet av tilltalsuttryck genomgått en förändring till det mer jämlika.